# OGLE-TR-211
OGLE-TR-211 ist ein etwa 17000 Lichtjahre von der Erde entfernter Hauptreihenstern der Spektralklasse F7 bis F8 im Sternbild Carina. Er ist mit einer scheinbaren Helligkeit von 14,3 mag mit dem bloßen Auge auch unter optimalen Beobachtungsbedingungen nicht mehr zu sehen. Der Stern wird von einem Exoplaneten mit der Bezeichnung OGLE-TR-211 b umrundet.

## Exoplanet
OGLE-TR-211 b ist ein Exoplanet und umkreist den Zentralstern mit einer Periode von 3,68 Tagen und in einer Entfernung von ca. 0,051 Astronomischen Einheiten. Er hat eine Mindestmasse von etwa 1,0 Jupitermassen und ist ein „Hot Jupiter“. Der Exoplanet wurde im Jahr 2007 im Rahmen des OGLE-Projekts entdeckt, also mit Hilfe der Transitmethode.